# Мухаммед аль-Барадаї
Мухаммед Мустафа аль-Барадаї (араб. محمد مصطفى البرادعي; Muḥammad Muṣṭafa al-Barādaʿī; нар. 17 червня 1942, Каїр, Єгипет) — громадський діяч, політик і дипломат Єгипту. Лауреат Нобелівської премії миру (2005).

## Біографія
Народився в сім'ї прокурора, який опонував тодішньому президентові Єгипту Насеру як прибічник встановлення демократії, незалежної судової системи та вільної преси.
1962 — закінчив юридичний факультет Каїрського університету, далі навчався і захистив докторську дисертацію в університетах Женеви та Нью–Йорка.
1964 — почав дипломатичну кар'єру в МЗС Єгипту, працював у постійній місії своєї країни при ООН у Нью–Йорку.
З 1980 р. — у відділі правничих та навчальних програм ООН; у 1981—1987 рр. паралельно викладав міжнародне право в Правничій школі Нью–Йоркського університету.
З 1984 р. — працював у Міжнародній агенції з атомної енергетики (МАГАТЕ).
1 грудня 1997 р. очолив МАГАТЕ, у 2001 та 2005 рр. був переобраний. 2009 року відмовився балотуватися на 4-й термін.
2005 — як голова МАГАТЕ отримав Нобелівську премію миру «за зусилля щодо запобігання використанню атомної енергії з воєнною метою і забезпечення її застосування в мирних цілях у максимально безпечних умовах».
Після звільнення з посади голови МАГАТЕ (30 листопада 2009 р.) в січні 2010 р. повернувся до Єгипту, де не бував 12 років, і очолив місцеву опозицію. Був однією з ключових фігур антипрезидентських протестів 2011 року.

## Сім'я
Одружений, має двох дорослих дітей. Дочка Лейла — правник, разом із чоловіком мешкає в Лондоні; син Мустафа — директор телестудії.